# Prodycem
Prodycem (* 1979 in Neuss; bürgerlich Cem Çiğdem) ist ein deutsch-türkischer Produzent und Rapper. Bekannt geworden ist er vor allem durch seine Arbeit als Produzent für Eko Freshs Label German Dream.

## Karriere

### Anfänge
Mit zehn Jahren fing Prodycem mit Breakdance an, später rappte er auch. Ab 1997 produzierte er Beats. Für seine Beats verwendete er zu dieser Zeit eine Akai S2000 Sampler. Später veranstaltete er, zusammen mit Kollegen, Jams in seiner Heimatstadt Neuss und in Solingen.

### German Dream
Prodycem kam nach eigenen Angaben eher zufällig zum Plattenlabel German Dream. Zuerst arbeitete er mit Summer Cem, später kam Eko Fresh hinzu und sie nahmen ein paar Exclusive-Songs auf. Für das Debütalbum von La Honda engagierte German Dream ihn schließlich als Produzenten. Das Album erschien 2007 unter dem Titel Gorillas im Nebel.
2007 war er schließlich Produzent für Eko Freshs drittes Soloalbum Ekaveli und als Rapper auf dem Song Stenzprominenz vertreten. Das Album lag jedoch deutlich hinter den Erwartungen und landete lediglich auf Platz 100 der deutschen Charts, dennoch wurde Prodycem für seine Beats gelobt. 2008 produzierte er SDiddys Debütalbum 21 Gramm und steuerte auch die meisten Beats zu dem Album bei.
2011 veröffentlichte er seine EP The Prody Horror Picture Show, welche u. a. von ihm selbst produziert wurde und auf dem er in allen Liedern selbst rappt. Die EP wurde als kostenloser Download angeboten und enthält sechs Tracks.
Bei Eko Freshs fünftem Studioalbum Ekrem im Jahr 2011 produzierte Prodycem den Großteil der Lieder und entwickelte einige Beats. Das Album kam in Deutschland auf Platz fünf der Charts, Prodycems bislang größter Erfolg. Bei dem German-Dream-Sampler The Big Branx Theory war er größtenteils für die Produktion zuständig und auch hier wieder als Rapper aktiv. Ein eigenes Album kündigte er 2007 in einem Interview mit x2x2.de an, er habe jedoch noch keine konkreten Pläne.

## Diskografie

### Als Produzent
- 2007: La Honda – Gorillas im Nebel
- 2007: Eko Fresh – Ekaveli
- 2008: SDiddy – 21 Gramm
- 2013: Summer Cem – Dein Ex
- 2016: Summer Cem – Cemesis

### Mitwirkung
- 2009: Eko Fresh – Jetzt kommen wir wieder auf die Sachen (EP)
- 2010: Eko Fresh – Was kostet die Welt?
- 2011: Eko Fresh – Ekrem
- 2011: Hakan Abi Presents The Big Branx Theory

### Solo
- 2011: The Prody Horror Picture Show (EP), Free-Download